# Entain
Entain, anteriormente GVC Holdings, es una empresa internacional de apuestas. Cotiza en la Bolsa de Londres y forma parte del índice FTSE 100 .  Es propietaria de marcas como bwin, Coral, Ladbrokes, partypoker y Sportingbet .

## Historia
La empresa surgió en Luxemburgo, en 2004, como Gaming VC Holdings.  Fue fundada por un grupo de cuatro empresarios estadounidenses (encabezados por Steve Barlow) como un vehículo para adquirir Casino-Club, un casino en línea establecido en 2001 que, según se informa, era el mayor operador de juegos de azar en línea en los países de habla alemana. La empresa realizó su oferta pública inicial en la bolsa AIM el 21 de diciembre de 2004, recaudando fondos que se utilizaron para completar la adquisición de Casino-Club por el valor de 105 millones de euros ese mismo día. 
En 2010, Gaming VC se reorganizó en la Isla de Man bajo el nombre de GVC Holdings.
En 2012, GVC y William Hill adquirieron el sitio de apuestas Sportingbet, quedándose William Hill con los mercados australiano y español, y GVC con los mercados del resto del mundo.
GVC adquirió Bwin.Party Digital Entertainment en 2016 por 1 100 millones de libras esterlinas después de un intercambio de ofertas con el grupo de juego de la competencia: 888 Holdings. Esto llevó a una marcada recuperación en la situación financiera de GVC.    Posterior a la adquisición, Bwin.Party volvió a crecer después de muchos años de caída de las ventas. 
En diciembre de 2017, GVC acordó comprar Ladbrokes Coral en una operación que podría alcanzar los 4 000 millones de libras. La misma se completó en marzo de 2018.
A mediados de 2018, una rebelión de accionistas forzó la salida del director de GVC, Peter Isola, después de que los informes mostraran que dos ejecutivos de la compañía ganaban un salario desproporcionado de 67 millones de libras.
En julio de 2018, GVC acordó un acuerdo de 200 millones de dólares con MGM Resorts International para capitalizar el mercado de apuestas deportivas estadounidense recientemente liberalizado.
En 2019, el presidente de GVC, Lee Feldman, dejó la empresa.  Si bien Feldman estaba atrasado para irse bajo el código de gobierno corporativo del Reino Unido que recomienda que los presidentes de las empresas que cotizan en bolsa no permanezcan en su cargo más de nueve años, la noticia llegó dos semanas después de que Feldman vendiera 6 millones de libras de sus acciones de GVC y el CEO Kenny Alexander vendiera acciones por valor de 13.7 millones de libras, lo que llevó a que el precio de las acciones de GVC cayera casi un 14% en un solo día.  Tras esta situación, Barry Gibson asumió el cargo de la presidencia tras la partida de Feldman. 
En julio de 2020, Shay Segev, director de operaciones de GVC, sucedió a Alexander como director ejecutivo tras su repentina partida después de 13 años a cargo.  El mismo mes, la autoridad fiscal del Reino Unido, HM Revenue and Customs, anunció que estaba ampliando el alcance de su investigación sobre "potenciales delitos corporativos" relacionados con el antiguo negocio de juegos de azar en línea de cara a Turquía de GVC, que había vendido en diciembre de 2017.  GVC desestimó los informes públicos de que la investigación de HMRC estaba relacionada con el procesador de pagos insolvente Wirecard, sosteniendo que "no había evidencia de ningún vínculo entre la investigación de HMRC y los proveedores de servicios de pago mencionados en el informe del periódico". 
En diciembre de 2020, GVC Holdings cambió su nombre a Entain plc.  Se dijo que el cambio de marca reflejaba una "nueva era de sostenibilidad y conducta", que también incluía el compromiso de operar únicamente en mercados regulados para 2023.  
En 2021, el socio de la empresa conjunta de Entain, MGM Resorts, hizo una oferta para comprar Entain, valorando el negocio en 11 mil millones de dólares. La junta directiva y Segev rechazaron la oferta diciendo que "infravalora significativamente la empresa y sus perspectivas".  Posteriormente, MGM Resorts retiró la oferta. 
En enero de 2021, Segev renunció como directora ejecutiva de Entain y fue reemplazada por Jette Nygaard-Andersen, quien se convirtió en la primera mujer en dirigir una empresa de juegos de azar que cotiza en el Reino Unido.  
En agosto de 2021, Entain adquirió la empresa estadounidense de apuestas de deportes electrónicos Unikrn por £50 millones.  
En noviembre de 2021, se informó que Entain había vendido el negocio Betdaq, que había sido adquirido por Ladbrokes ocho años antes, a su fundador original , Dermot Desmond. Según se informa, el precio de venta fue sustancialmente inferior a los 25 millones de libras esterlinas por los que se adquirió originalmente la empresa.  También en noviembre de 2021, Entain vendió su negocio InterTrader a Raven Ventures International.  
En febrero de 2022, Entain adquirió el operador canadiense de apuestas deportivas Sports Interaction de Avid Gaming por £175 millones.  
En noviembre de 2022, Entain adquirió la empresa croata de apuestas deportivas SuperSport.  
En enero de 2023, Entain adquirió la empresa holandesa de juegos de azar en línea BetCity de Sports Entertainment Media por £398 millones. 
En diciembre de 2023, Nygaard-Andersen renunció como director ejecutivo de Entain y fue reemplazada interinamente por Stella David, directora no ejecutiva de Entain.  Nygaard-Andersen había sido criticada por los accionistas por los malos resultados comerciales de la empresa. 

## Operaciones
Entain tiene su sede en la Isla de Man y tiene licencias en más de 18 países. Emplea a más de 2.800 empleados y contratistas en ubicaciones de Europa, Oceanía, Asia, América del Norte y del Sur. 

## Marcas propiedad de Entain
Entain opera marcas orientadas al consumidor en la industria del juego en línea, que incluyen:

### Sitios de deporte

#### Betboo
Betboo se estableció en 2005 y ofrece bingo, apuestas deportivas, casino y póquer en línea a clientes sudamericanos. Fue adquirida por el Grupo GVC en julio de 2009. 

#### BetMGM
En julio de 2018, GVC anunció una empresa conjunta 50/50 con el operador estadounidense de hoteles y casinos MGM Resorts International para crear una plataforma de apuestas deportivas y juegos en línea dirigida al mercado estadounidense en los estados donde tales actividades son legales. 

#### bwin
bwin es la principal marca de apuestas deportivas de Entain en Europa continental. Sus mercados principales incluyen Alemania, Italia, España, Francia y Bélgica. Además de las apuestas deportivas, bwin ofrece una variedad de juegos de casino y tragamonedas, así como póquer en línea, en los casos en los que exista una licencia para ello. La marca bwin se ha asociado con patrocinio de varios equipos de fútbol, incluidos el Real Madrid,  AC Milan, Bayern Múnich, Manchester Utd y Juventus.     La marca patrocina actualmente a cuatro clubes de La Liga española: Valencia CF, Villarreal CF, Sevilla FC y Atlético de Madrid. 

#### Gamebookers
Gamebookers es una casa de apuestas de servicio completo que fue adquirida inicialmente por PartyGaming en 2006.  Luego, GVC adquirió la marca en febrero de 2016 como parte de la adquisición de bwin.party. 

#### Ladbrokes y Coral
El 29 de marzo de 2018, GVC Holdings adquirió Ladbrokes Coral Group. Esto incluía su propiedad de casas de apuestas en el Reino Unido, un nuevo negocio para GVC que incorpora las dos marcas de clientes Ladbrokes y Coral a la cartera corporativa. 

#### Neds
Neds se estableció en 2017 y presta servicios al mercado australiano de apuestas deportivas. Fue adquirida por GVC en 2018 por 95 millones de dólares australianos. 

#### Sportingbet
Sportingbet, fundada en 1998, fue adquirida por GVC en marzo de 2013. Ofrece apuestas deportivas, casinos, juegos y póquer en línea y móviles. En octubre de 2012, Sportingbet anunció que había acordado los términos preliminares para una oferta pública de adquisición de £530 millones tanto de GVC como de William Hill. Bajo estos términos, William Hill compró las operaciones australianas y españolas de Sportingbet. 

### Sitios de juegos

#### partypoker
partypoker se fundó en 2001 y a principios de la década de 2000 era el sitio de póquer en línea más grande del mundo. Los ingresos de la compañía impulsados por los EE. UU. se vieron afectados por la aprobación de la Ley de Aplicación de la Ley de Apuestas Ilegales en Internet (UIGEA) en los Estados Unidos . La empresa se fusionó con la empresa austriaca de apuestas deportivas bwin en 2011 y fue adquirida por GVC en 2015.  En 2016, partypoker lanzó una aplicación móvil para Windows y experimentó un crecimiento significativo después de que GVC adquiriera bwin.party ese mismo año.   En 2018, la marca partypoker pasó a estar bajo el control de la empresa conjunta BetMGM de GVC. 

#### partycasino
Tras la fusión en 2011 de PartyGaming PLC y bwin Interactive Entertainment AG, partycasino se convirtió en una de las marcas de casinos líderes de GVC. 

#### CasinoClub
CasinoClub se lanzó originalmente en 2001 y fue adquirido por GVC en 2004. Opera principalmente en mercados de habla alemana y tiene más de 15 000 clientes activos. 

#### Gioco Digitale
Gioco Digitale fue el primer sitio de juegos de azar totalmente regulado en el mercado italiano lanzado en 2008. Se ha posicionado como un portal de juegos de azar para usuarios ocasionales, centrándose en productos de bingo y casino. La empresa fue adquirida originalmente por bwin Interactive Entertainment AG en 2009. 

#### Cashcade
Cashcade Ltd. es una empresa de marketing de juegos de azar en línea con sede en el Reino Unido que ahora es una subsidiaria de propiedad total de GVC Holdings. Cashcade fue adquirida originalmente por PartyGaming PLC en julio de 2009.  La empresa pasó a formar parte del grupo GVC cuando fue comprada como parte de la adquisición de bwin.party digital entertainment en febrero de 2017. Cashcade es propietario de FoxyGames.com, FoxyBingo.com y CheekyBingo.com. 

#### Foxy Bingo
Este sitio de bingo en línea se lanzó por primera vez en 2005 y la marca es propiedad de Cashcade. Durante su historia publicitaria ha tenido muchas campañas protagonizadas por Foxy, una mascota zorro de tamaño humano. Viste un traje elegante y tiene acento norteño . A lo largo de la historia de su marca, ha habido varios vínculos con celebridades, incluidos Katie Price y Joey Essex.  

#### Foxy Games
Foxy Games se estableció en abril de 2015 como Foxy Casino y es la contraparte de tragamonedas de su marca hermana Foxy Bingo.  